# Janez Strašek

Janez Strašek (Slake kraj Podčetrtka, Slovenija, 11. prosinca 1906. – Svetice kraj Ozlja, Hrvatska, 30. ožujka 1947.), bio je slovenski katolički svećenik, redovnik lazarist, mučenik i sluga Božji.
Rodio se 11. prosinca 1906. u selu Slake kraj Podčetrtka u Sloveniji. Odlučio se za svećeničko poslanje u Misijskoj družbi sv. Vinka Paulskoga (lazaristi). Po završenom studiju u Ljubljani, u crkvi Srca Isusova zajedno s četvoricom subraće zaređen je za svećenika 13. kolovoza 1933. Kao svećenik djelovao je najprije u Sloveniji, potom u Srbiji.
Bio je župnik mjesta Svetice od 8. rujna 1946. U susjednom Ozlju komunisti su ubili župnika dr. Matiju Kranjčića te je pater Janez od 4. prosinca 1946. upravljao i župom Ozalj.
Ubijen je iz mržnje prema vjeri (lat. in odium fidei) 30. ožujka 1947. nakon jutarnje nedjeljne svete mise na putu iz Župe Ozalj u Župu Svetice. U to je vrijeme upravljao Župom Sv. Vida mučenika u Ozlju i Župom Rođenja Blažene Djevice Marije u Sveticama. Danima prije zasjede i smrti, komunistička partija ga je prisluškivala i bilježila njegove propovijedi. Strašeka su strijeljali iz lovačke puške, a nakon toga dotukli kolcem i polumrtvoga zavukli u grmlje.
Njegov se grob nalazi nekoliko stotina metara od pavlinskog samostana u Sveticama (kod Ozlja, od Karlovca prema Krašiću) i danas je označen poprsjem, spomenikom i grobnicom.
Kardinal Josip Bozanić je 11. lipnja 2021., na svetkovinu Presvetog Srca Isusova, izdao Proglas kojim je otvoren beatifikacijski postupak.
O njemu je objavljena knjiga Pater Janez Strašek, mučenik 1906. – 1947.).

## Vanjske poveznice
|  | Wikizvor ima izvorni tekst Proglas o Kauzi beatifikacije sluge Božjega Janeza Strašeka |